# Franciszek Serrano
Św. Francisco Serrano Frías (chiń. 德方濟; pinyin Dé Fāngjì; ur. 4 grudnia 1695 w Grenadzie, zm. 28 października 1748 w Fuzhou) – święty Kościoła katolickiego, dominikanin, misjonarz, męczennik.

## Życiorys
Jego rodzicami byli Francis Serrano i Maria Frías. Został dominikaninem w Grenadzie. Na misje na Daleki Wschód wyjechał 15 lipca 1725 r., ale grupa misjonarzy z którą podróżował spędziła 16 miesięcy w Meksyku i dopiero w 1727 r. wyjechała do Manilii. Krótko po przybyciu na Filipiny Franciszek Serrano został wysłany do misji w Fujian. Razem z Janem Alcoberem udali się tam w chłopskim przebraniu. W przebraniu też pełnił swoją posługę, zwłaszcza, że w 1729 r. znacznie nasiliły się prześladowania katolików. W 29 czerwca 1746 r. został uwięziony w Fuzhou razem z innym misjonarzem Franciszkiem Diazem. Franciszek Serrano był poddawany przesłuchaniom i torturom. W nocy 28 października 1748 r. został uduszony w swojej celi.
Został mianowany biskupem koadiutorem przez Benedykta XIV w 22 września 1745, ale jego poprzednik Piotr Sans i Yordà został stracony w 1747 roku, tak że Franciszek Serrano nigdy nie był konsekrowany na biskupa.

## Dzień wspomnienia
- 20 października
- 9 lipca w grupie 120 męczenników chińskich

## Proces beatyfikacyjny i kanonizacyjny
Został beatyfikowany 14 maja 1893 r. przez Leona XIII. Kanonizowany w grupie 120 męczenników chińskich 1 października 2000 r. przez Jana Pawła II.